# Clichy-sous-Bois
Clichy-sous-Bois (nekdanji Clichy-en-Aulnois) je vzhodno predmestje Pariza in občina v  departmaju Seine-Saint-Denis osrednje francoske regije Île-de-France. Leta 1999 je imelo naselje 28.288 prebivalcev.

## Geografija
Clichy-sous-Bois leži v vzhodnem delu departmaja 15 km vzhodno od središča Pariza. Občina meji na jugu na Gagny, na zahodu na Le Raincy, na severu na Livry-Gargan, na severovzhodu na Coubron, na vzhodu pa na Montfermeil.

## Administracija
Clichy-sous-Bois skupaj z Le Raincyjem tvori kanton Le Raincy, vključen v istoimensko okrožje.

## Zgodovina
Ime naselja izhaja iz rimskega Cleppius, Clippiacum superius (7. stoletje), Clichiacum (12. stoletje).
Clichy en Aulnois je v zgodnjem srednjem veku pripadal Livryjski gospodi. V 13. stoletju podvržen vitezom templarjem je posledično prešel v roke reda Malteških vitezov. Do 16. stoletja je bilo ozemlje lovski rajon francoskih kraljev. V 18. stoletju je pripadel vojvodu Orleanskemu.
20. maja 1869 se je del ozemlja občine Clichy-sous-Bois izločil in združil z deli ozemelj Livry-Gargan in Gagny v novoustanovljeno občino Le Raincy.
Urbanizacija kraja se je začela v letu 1955.
Clichy-sous-Bois ima v primeri z ostalimi predmestji visoko stopnjo nezaposlenosti, prav tako je stopnja kriminala med najvišjimi v Franciji. Lokalna sinagoga je bila tako napadena prvič v oktobru 2001, drugič v avgustu 2002. Pariško predmestno nasilje v oktobru 2005 se je začelo prav v Clichyju, od koder se je potem razširilo na ostale občine v departmaju in dejansko v vsako večje mesto v Franciji.

## Zanimivosti
- Mestna hiša se nahaja v nekdanjem dvorcu iz 16. stoletja,
- Château de La Terrasse (1908),
- cerkev Saint-Denis,
- kapela Notre-Dame-des-Anges.